# António de Sousa Hilário
António de Sousa Hilário (Norte Grande, 10 de dezembro de 1841 — Horta, 16 de fevereiro de 1918) foi um professor liceal que se destacou como pedagogo, jornalista e escritor.

## Biografia
Nasceu na freguesia do Norte Grande, concelho de Velas, na ilha de São Jorge, filho de Hilário José de Sousa, do Norte Grande, e de Delfina da Conceição, natural da ilha Graciosa, ambos residentes naquela freguesia. Muito novo foi residir para a cidade da Horta, ilha do Faial, onde completou o curso do Liceu. terminado o curso liceal, foi nomeado guarda da biblioteca do Liceu Nacional da Horta, cargo que exerceu de 1866 a 1879. Neste último ano foi nomeado professor interino daquele estabelecimento de ensino, onde leccionou alemão, francês e inglês.
Nas suas funções de bibliotecário do Liceu e depois de professor, publicou algumas obras onde demonstrou os seus méritos de pedagogo. Foi, contudo, como jornalista e publicista que se destacou. Foi jornalista polémico, com colaboração nos jornais O Atlântico, Verdade e O Imparcial, todos publicados na Horta, de que foi redactor principal. Foi fundador, proprietário e director de O Direito Popular, um periódico de combate político que apareceu por duas vezes na cidade da Horta, ilha do Faial.
Colaborou amiudadas vezes em muitos outros jornais. Entre 1900 e 1902, manteve em O Telégrafo uma interesante secção sobre estatística tributária.

## Obras
Para além de vasta colaboração dispersa pelos jornais, entre outras, é autor das seguintes obras:
- Breve resumo de tabuada e arithmetica para uso dos alunos de instrução primaria. Horta, Typographia Luz, 1871;
- Educação paterna, breves discursos, Horta, Typographia do Atlantico, 1876;
- Breves soluções dos programmas officiaes para os exames de instrucção primaria, Horta, José A. Bettencourt, 1878;
- Sermão dedicado á Santissima Virgem das Angustias, 1875.